# ثانية ضوئية
الثانية الضوئية هي وحدة قياس تُستخدم في علم الفلك والاتصالات والفيزياء النسبية. وتعرّف بأنها المسافة التي يقطعها الضوء في الفراغ في ثانية واحدة، وتساوي 299792458 متر بالضبط أو مايساوي 1 ثانية ضوئية أي 299792,458 كيلومتر وتزيد قليلاً عن 186000 ميل وتساوي 9.84×108 قدم تقريبًا.
كما أن الثانية تعد الركيزة الأساسية لوحدات قياس الزمن الأخرى، تعد الثانية الضوئية هي الركيزة الأساسية لوحدات قياس الطول، بدءًا من النانو ثانية الضوئية (أقل بقليل من القدم الأمريكي أو الملكي) إلى الدقيقة الضوئية والساعة الضوئية واليوم الضوئي التي تستخدم أحيانًا في إصدارات الأدبيات العلمية. أما السنة الضوئية الأكثر استخدامًا فتعرّف حاليًا بأنها تساوي 31557600 ثانية ضوئية على وجه التحديد، إذ أن تعريف السنة قائم على التقويم اليوليوسي (وليس التقويم الميلادي) الذي يساوي 365.25 يومًا بالتحديد، وكل يوم فيه 86400 ثانية بالتحديد وفق النظام الدولي للوحدات.

## تعريف المتر
| ثانية ضوئية | The metre is the length of the path traveled by light in vacuum during a time interval of 1⁄299792458 من الثانية. | ثانية ضوئية |

وهذا التعريف يفترض ثبات سرعة الضوء في الفراغ على سرعة 299792458 متراً خلال ثانية وبالتالي تساوي الثانية الضوئية 299792458 متراً بالتحديد.

## الاستخدام في مجال الاتصالات
نادرًا ما تنتقل إشارات الاتصالات على الأرض بنفس سرعة الضوء في الفراغ، ولكن لا يزال لحساب المسافة التي تساويها الثانية الضوئية بالكسور أهميته في التخطيط لشبكات الاتصالات، إذ إنها تعطي مؤشرًا لأقل تأخير محتمل بين المرسل والمستقبل. 
- النانو ثانية الضوئية الواحدة تساوي 300 مليمتر تقريبًا (229.8مم، أقل 5مم من القدم وهو الحد الأدنى لسرعة انتقال البيانات بين أجزاء حاسوب كبير.
- الميكرو ثانية الضوئية الواحدة تساوي نحو 300 متر.
- متوسط البعد - فوق الأرض - بين جانبي الأرض المتقابلين يساوي 66.8 ميكرو ثانية ضوئية.
- وتقع أقمار الاتصالات عادة على بعد يتراوح من 1.337 ميكرو ثانية ضوئية (مدار أرضي منخفض) إلى 119.4 ميكرو ثانية ضوئية (المدار الجغرافي الثابت) من سطح الأرض. لذا يحدث دائمًا تأخير لا يقل عن ربع ثانية في الاتصالات عن طريق القمر الثابت بالنسبة للأرض، وهذا التأخير يمكن إدراكه في المحادثات التليفونية العابرة للمحيط التي تسير عبر الأقمار الصناعية.

## الاستخدام في علم الفلك

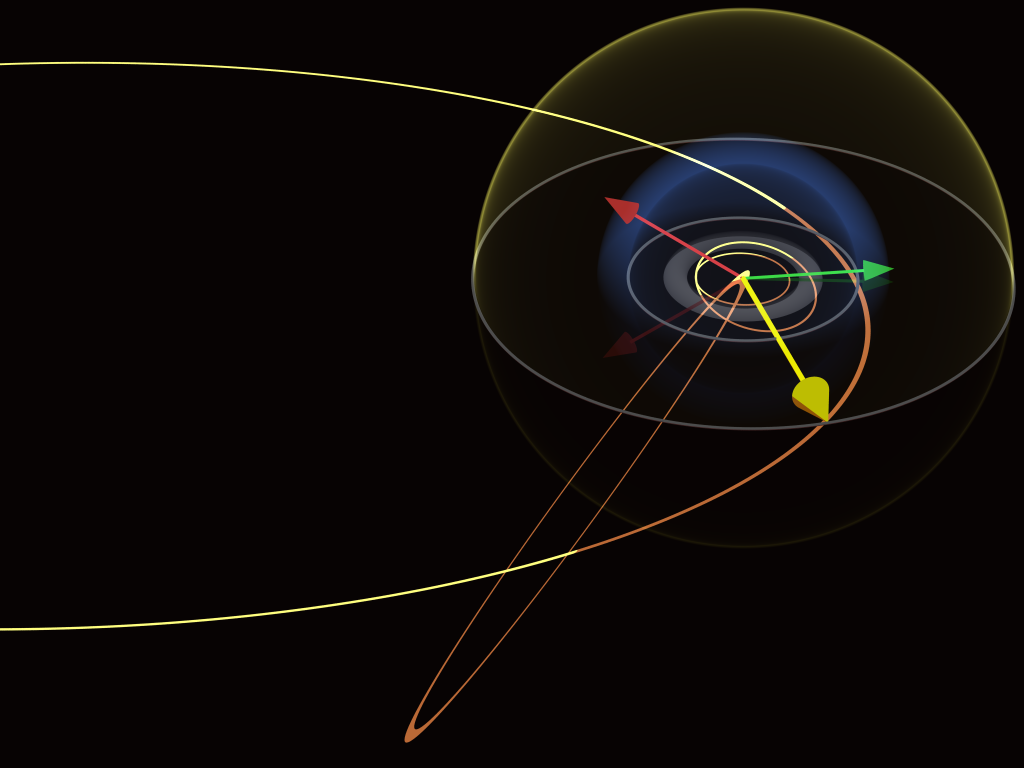
القشرة الصفراء التي تشير إلى مسافة يوم ضوئي واحد من الشمس مقارنة من حيث الحجم بين مواقع فوياجر 1 (Voyager 1) وبيونير 10 (Pioneer 10) (الأسهم الحمراء والخضراء على التوالي). ويتضح أنها أكبر من صدمة انتهاء الغلاف الشمسي (القشرة الزرقاء) ولكنها أقل من مدار مذنب هيل-بوب (القطع البرتقالي غير المكتمل أسفل الصورة). اضغط على الصورة لتكبيرها والحصول على روابط لمقاييس رسم أخرى.

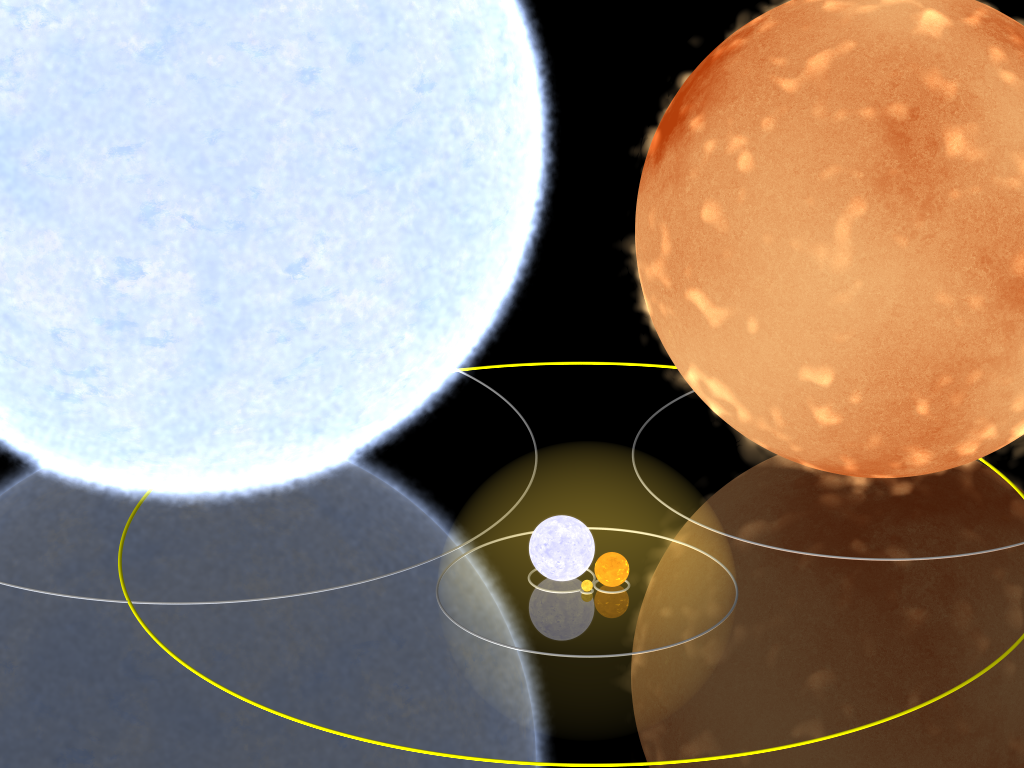
المدار الأصفر غير المكتمل المتمركز حول الشمس نصف قطره يساوي دقيقة ضوئية واحدة. استُخدم نفس مقياس الرسم للمقارنة بين حجم رجل الجبار (Rigel) (النجم الأزرق في أعلى يسار الصورة) وحجم الدبران (Aldebaran) (النجم الأحمر في أعلى يمين الصورة). يرمز القطع الأصفر الكبير إلى مدار كوكب عطارد.

وتتميز الثانية الضوئية بسهولة استخدامها في قياس المسافات في النظام الشمسي الداخلي، لأنها تتوافق إلى حد بعيد مع طبيعة البيانات المأخوذة بمقياس الإشعاع والمستخدمة في تحديدها (لا يكون التوافق تامًا بالنسبة للمراقب من على الأرض بسبب التصحيحات الضئيلة الناجمة عن تأثيرات النسبية). يعد حساب الوحدة الفلكية بالثانية الضوئية من القياسات الأساسية المستخدمة في حساب التقويمات الفلكية (جداول مواقع الكواكب): اصطلح على تسميتها «الزمن الضوئي للوحدة الفلكية» في جداول الثوابت الفلكية، وقيمتها المتعارف عليها حاليًا هي 499.004786385(20) ثانية.
- متوسط قطر الأرض يساوي 0.0425 ثانية ضوئية تقريبًا.
- متوسط المسافة بين الأرض والقمر يساوي 1.282 ثانية ضوئية تقريبًا.
- قطر الشمس يساوي 4.643 ثانية ضوئية تقريبًا.
- متوسط المسافة بين الأرض والشمس يساوي 499.0 ثانية ضوئية.

ويمكن وضع تعريفات لمضاعفات الثانية الضوئية، لكنها باستثناء السنة الضوئية تُستخدم في إصدارات الأدبيات العلمية أكثر مما تُستخدم في الأعمال البحثية. فعلى سبيل المثال، الدقيقة الضوئية تساوي 60 ثانية ضوئية ومتوسط المسافة بين الأرض والشمس يساوي 8.317 دقيقة ضوئية.
| الوحدة          | التعريف                                  | المسافة            | المسافة        | المسافة          | مثال |               |                                                                |
|                 |                                          | م                  | كم             | ميل              | |               |                                                                |
| الثانية الضوئية |                                          | 2.997924580×108 م  | 2.998×105 كـم  | 1.863×105 ميل    | متوسط المسافة بين الأرض والقمر تساوي 1.282 ثانية ضوئية تقريبًا.                                                      |               |                                                                |
| الدقيقة الضوئية |                                          | 60 ثانية ضوئية     |                | 1.798754748×10 م | 1.799×107 كـم | 1.118×107 ميل | متوسط المسافة بين الأرض والشمس تساوي 8.317 دقيقة ضوئية تقريبًا. |
| الساعة الضوئية  | 60 دقيقة ضوئية = 3600 ثانية ضوئية        | 1.079252849×1012 م | 1.079×109 كـم  | 6.706×108 ميل    | نصف المحور الرئيسي لمدار بلوتو يساوي 5.473 ساعة ضوئية تقريبًا                                                        |               |                                                                |
| اليوم الضوئي    | 24 ساعة ضوئية = 86400 ثانية ضوئية        | 2.590206837×1013 م | 2.590×10 كـم   | 1.609×10 ميل     | يبعد الجرم السماوي سدنا (Sedna) حاليًا على بعد 0.52 يوم ضوئي من الشمس، على مدار يتراوح ما بين 0.44 إلى 5.41 يوم ضوئي |               |                                                                |
| الأسبوع الضوئي  | 7 يوم شمسي = 604800 ثانية ضوئية          | 1.813144786×1014 م | 1.813×1011 كـم | 1.127×1011 ميل   | يُعتقد أن سحابة أورط يصل بعدها عن الشمس إلى ما بين 41 و82 أسبوعًا ضوئيًا.                                              |               |                                                                |
| السنة الضوئية   | 365.25 يومًا شمسيًا = 31557600 ثانية ضوئية | 9.460730473×1015 م | 9.461×1012 كـم | 5.879×1012 ميل   | قنطور الأقرب (Proxima Centauri) هو أقرب نجم إلى الشمس، حيث يبعد 4.24 سنة ضوئية تقريبًا.                              |               |                                                                |